# Josef Loužecký
Josef Loužecký (18. února 1900 Neuměřice – 22. září 1942 Neuměřice) byl účastník protinacistického odboje, který kvůli své odbojové činnosti zahynul za heydrichiády. 

## Život
Narodil se v rodině kameníka Františka Loužeckého a jeho manželky Anny, rozené Ortové. Byl dvakrát ženatý.
V letech 1927–1929 byl starostou obce Neuměřice za malorolníky (Republikánskou stranu zemědělského a malorolnického lidu).
V letech 1936–1938 žil a pracoval v Teheránské čtvrti Hasanabad v Persii (dnešní Írán).

### Protinacistický odboj
Josef Loužecký byl členem odbojové skupiny KSČ v Kralupech (jejich jména jsou uvedena na pomníku v Kralupech). Skupina získala výbušné nálože, které měly být použity k sabotážím nákladní železniční dopravy. Poté, co byl mezi odbojáře nasazen konfident, začala mezi 9.–11. dubnem 1942 první vlna zatýkání. Deset členů skupiny bylo popraveno, ostatní převezeni do koncentračních táborů.
Zahraniční zdroj uvádí, že do rukou gestapa se dostaly šifrované zápisy, které si Loužecký vedl a jejichž šifry se okupantům postupně podařilo prolomit. Zprávy byly určeny pro zahraniční exilový odboj vedený Edvardem Benešem.
Otakar Špecinger definuje činnost této odbojové skupiny následovně: "Zpočátku se činnost omezovala na kolportáž letáků a časopisů, ukrývání pronásledovaných lidí, sběr pomocných prostředků a jejich rozdělování rodinám vězněných či pod. Později se také v Neuměřicích a Kamenném Mostě začalo se shromažďováním zbraní, výrobou výbušnin apod."

### Smrt
Josef Loužecký byl před první vlnou zatýkání varován a podařilo se mu uprchnout a poté se několik měsíců skrýval. Byl prozrazen na udání a při druhém pokusu o zatčení Gestapem 22. září 1942 (mylně uváděno i 22. srpna 1942) "volil hrdinnou smrt a zastřelil se". Za svou odbojovou činnost pak byly dlouhodobě vězněny jeho manželka Marie Loužecká a jeho matka Anna Loužecká.

## Posmrtné pocty

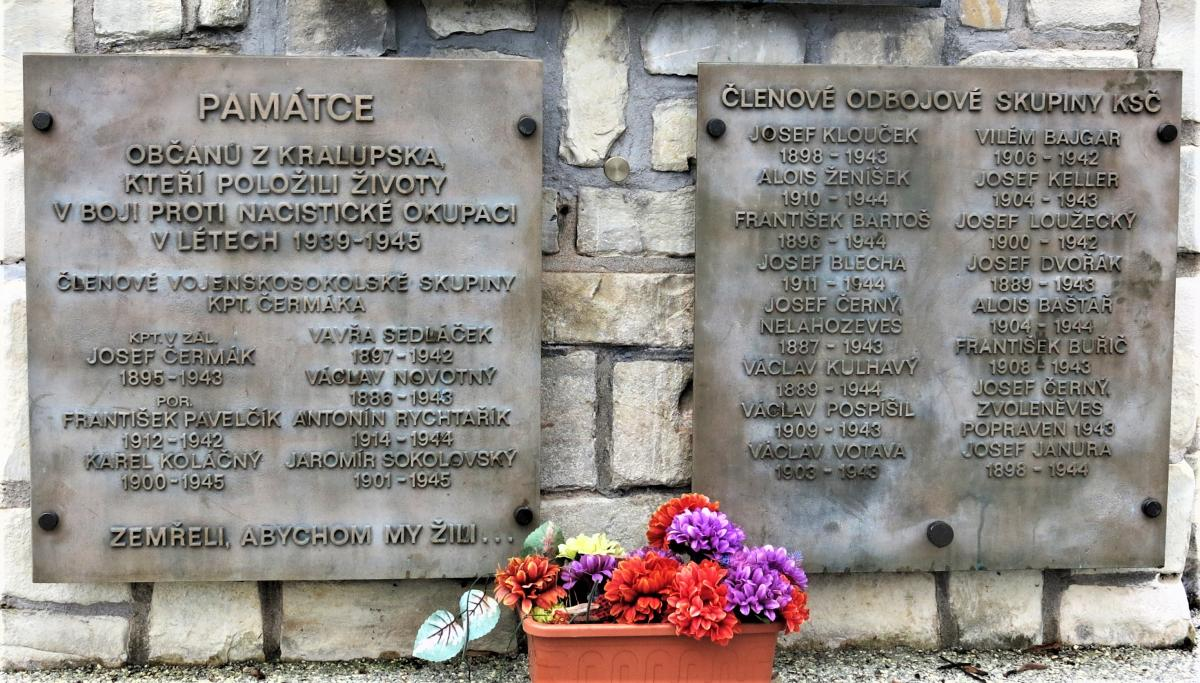
Pomník padlým v ulici U Parku v Lobečku

Jméno Josefa Loužeckého je uvedeno na pomníku obětem 2. světové války v Kralupech nad Vltavou.